# Elvira Amazar
Elvira Vera Rosenstein connue sous le nom de scène d'Elvira Amazar (née le 16 février 1899 et morte le 7 février 1971 à New York), parfois appelée Vera Amazar ou Elaine Amazar, au cinéma, est une soprano, actrice de cinéma, de théâtre et de music-hall américaine d'origine serbe. Elle a également été l'objet de la première photographie, en 1917, pour laquelle on a parlé de « cheesecake » (pin-up, en anglais).

## Jeunesse
Elvira Amazar est née en Serbie. Son père était ingénieur des mines. Elle est orpheline alors qu'elle est encore petite fille, lorsque ses deux parents sont morts pendant une grève. Des parents en Pologne l'accueillent. Elle fait ses études en Allemagne et à Moscou. Elle étudie la musique à Paris et à Milan, parmi ses professeurs Felia Litvinne et Umberto Masetti

## Carrière

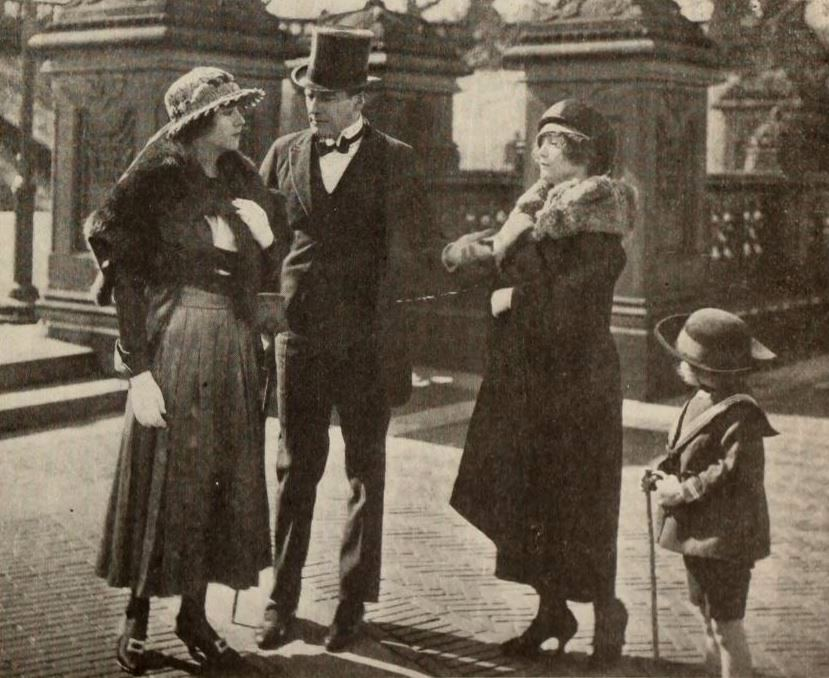
As a Man Thinks (1919); Leah Baird, Henry Clive, Mlle Elaine Amazar, et Baby Ivy Ward.

Amazar commence sa carrière de chanteuse à Saint-Petersbourg, et a ensuite de nouveaux succès à Monte-Carlo en 1916, et à Milan. Elle part aux États-Unis avec Georges Baklanoff pendant la Première Guerre mondiale, membre de la troupe de la Chicago Opera Association (en) et de la Boston National Opera Company comme Baklanoff. Son manager est Lazar S. Samoiloff du « Bel Canto Music Bureau ».
Elle apparaît dans la revue Ziegfeld Follies en 1917 et dans deux films muets, aux États-Unis, The Volcano et As a Man Thinks (L'homme qui doute) en 1919.
Elle part pour Paris, avec Baklanoff, en avril 1920 où elle joue dans un cabaret, tout en recherchant à jouer dans un film. Elle gagne sa vie comme modèle, posant comme pin-up. Elle tourne dans L'Aviateur Masqué, un ciné-roman en huit épisodes de Robert Péguy, en 1921,, sorti en 1922.
En 1921, elle chante dans la première de Sadko au Théâtre du Casino de Monte-Carlo. En 1922, elle chante le rôle de Mimi dans la Bohème au Teatro Municipal de Santiago de Chile.
En 1924, elle fait partie de la troupe des Greenwich Village Follies de Broadway, elle joue à Paris dans la revue La Vie en rose de Rip et Briquet au théâtre Fémina. En 1925, Amazar est dans la distribution d'une autre revue Sinners of 1925 à New York.
En 1927 à Louisville et en 1928 à Brooklyn, elle joue le rôle de Bellabruna dans Blossom Time (en), une opérette librement basée sur la vie du compositeur Franz Schubert,, arrangement de la musique de Schubert par Sigmund Romberg sur un livret adapté par Dorothy Donnelly.
En 1930, elle joue dans la revue La Revue milliardaire à l'Apollo avec Damia, Ruth Virginia Bayton.
En 1934, elle chante dans des dîners dansants dans un hôtel de Singapore

## "Cheesecake"
Elvira Amazar, connue pour porter des jupes courtes et des talons hauts,, est souvent mentionnée en relation avec le terme « Cheesecake ». Comme le raconte l'histoire, en 1915, Amazar soulève sa jupe pour montrer une partie de sa jambe nue pour une photo prise par le photographe George Miller. Son rédacteur en aime tellement l'image pour la déclarer « meilleure que le cheesecake » et le mot « cheesecake » est devenu un terme populaire, en anglais, pour désigner les photographies de jeunes femmes attirantes et se découvrant . Plus tard on dira pin-up.

## Vie personnelle
Elvira s'est mariée avec Alexander Amazar, juge à la cour de justice sous Nicolas II. Ils ont eu une fille, Tatiana Amazar en 1911,.
Elvira Almazar poursuit son collègue et amant, le baryton Georges Baklanoff, pour une agression alors qu'ils sont en tournée sur la Côte ouest des États-Unis en 1917. Ils aboutissent plus tard à un accord.
Elle a une relation avec Georges Baklanoff, pendant plusieurs années  et l'accuse de l'avoir attiré pour l'accompagner aux États-Unis depuis la Russie sur sa promesse de l'épouser. Elle dit qu'elle a appris plus tard qu'il avait une femme et des enfants en Russie. Ses affirmations conduisent à leur arrestation à Chicago, en vertu du Mann Act, en 1920,. Le couple part pour Paris peu après avoir été accusé. Baklanoff est autorisé à rentrer aux États-Unis en 1921 et les ordres d'expulsion sont abandonnées en 1922.
Elle est devenue citoyenne des États-Unis en 1929.
Elvira Amazar est morte à New York en 1971, à soixante-dix ans.